# City on Fire (1987)
City on Fire is een misdaadfilm uit 1987 onder regie van Ringo Lam. Chinese titel: 龍虎風雲, uitspraak in Kantonees: Lung fu fong wan.

## Verhaal
Undercoveragent Ko Chow, gespeeld door Chow Yun-Fat, infiltreert in een bende dieven.
Quentin Tarantino's debuutfilm Reservoir Dogs heeft veel elementen uit deze film overgenomen.

## Rolbezetting
Hoofdpersonages
| Acteur         | Personage    |
| -------------- | ------------ |
| Ko Chow        | Chow Yun-Fat |
| Fu             | Danny Lee    |
| Inspecteur Lau | Sun Yueh     |
| Huong          | Carrie Ng    |